# 하쿠슈 증류소

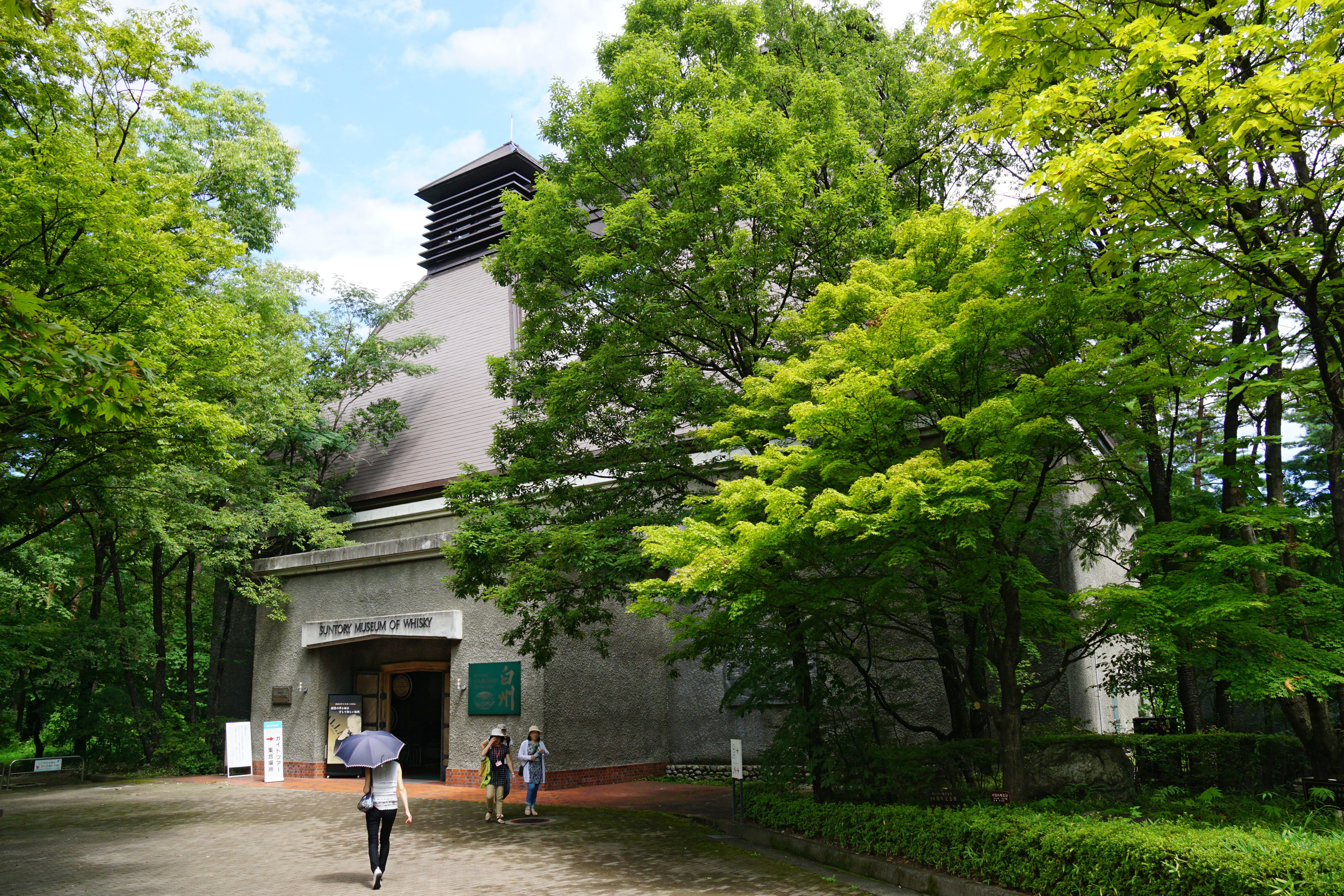
하쿠슈 증류소

하쿠슈 증류소(山崎蒸溜所)는 일본 야마나시현 호쿠토시에 있는 위스키 증류소다. 산토리가 소유하고 있다.